# FLYING FAFNIR
「FLYING FAFNIR」（フライング・ファフニール）は、TRUSTRICKの2枚目のシングル。2015年1月14日に日本コロムビアから発売された。略称は「FF」「フラファフ」「ファフニール」。

## 概要
- テレビアニメ『銃皇無尽のファフニール』のオープニング・テーマ[1]。
- TRACK 2には、1枚目のアルバム『Eternity』に収録された「ATLAS」の英語ヴァージョンを収録。
- 販売形態は「CD+DVD」のType-Aと「CD」のみのType-Bがある。
- Type-Aは原作イラストの梱枝りこ描き下ろしジャケットであり、Type-Bはメンバーの撮り下ろしジャケットとなっている。
- 12月13日にはYouTubeにてMUSIC VIDEOのFull Versionを24時間限定で公開した[2]。
- 1月10日 には 2ndシングル「FLYING FAFNIR」、2ndアルバム「TRUST」予約特典者を対象とした握手会 & 3ショット撮影会を「タワーレコード新宿店」にて開催。
- 同日、初となるニコニコ生放送特番「TRUSTRICK 2ndシングル「FLYING FAFNIR」発売直前SPECIAL」を放送した。
- シングルにおいては、自己最高位となる週間12位を記録。スマッシュ・ヒットとなった。

## 収録曲
全作詞：神田沙也加／編曲：Billy

### CD
1. FLYING FAFNIR
作曲：神田沙也加
2. ATLAS（English Version）
作曲：Billy
3. FLYING FAFNIR (Instrumental)
4. ATLAS（Instrumental）
5. FLYING FAFNIR（Anime OP Version）

### DVD(Type-Aのみ)
1. FLYING FAFNIR (Music Video)
2. FLYING FAFNIR (Making Clip)